# فيرنر توماس
فيرنر توماس هو موسيقي وملحن سويسري، ولد في 1931.

## وصلات خارجية
- فيرنر توماس على موقع IMDb (الإنجليزية)
- فيرنر توماس على موقع ميوزك برينز (الإنجليزية)
- فيرنر توماس على موقع ديسكوغز (الإنجليزية)